# Fischer-Phenylhydrazin-Synthese
Die Fischer-Phenylhydrazin-Synthese, benannt nach ihrem Entdeckern Emil Fischer ist eine Namensreaktion aus der organischen Chemie und wurde erstmals 1875 veröffentlicht. Die Reaktion beschreibt die Synthese von Phenylhydrazin aus Anilin.

## Übersichtsreaktion
Anilin reagiert unter Einsatz von Natriumnitrit in Salzsäure und Natriumsulfit zu Phenylhydrazin:

## Reaktionsmechanismus
Der Mechanismus ist in der Literatur beschrieben:
Zunächst findet eine Diazotierungsreaktion statt in der Anilin (1), unter Einsatz eines Natriumnitrit/Salzsäure-Gemischs, über die Zwischenstufe des Diazohydroxid 2, zu dem Diazonium-Ion 3 umgesetzt wird. 3 reagiert mit einem  Sulfition zu 2-Phenyldiazensulfonat (4). Unter Zugabe von Wasser und anschließende Abspaltung des Hydrogensulfat-Anion wird dieses zu Phenyldiazen (5) reduziert. Durch weitere Reaktion mit Sulfitionen und Wasser wird 5, unter Abspaltung des Sulfat-Anions, zu Phenylhydrazin (6) umgesetzt.